# L'armadura de Déu 2: Operació Còndor
L'armadura de Déu 2: Operació Còndor (títol original: Fei ying gai wak) és una pel·lícula de Hong Kong dirigida per Jackie Chan, estrenada l'any 1991. Es tracta de la continuació de Armour of God. Ha estat doblada al català. Una escena mostra un descens d'un turó en una esfera.

## Argument
Jackie és encarregat de trobar un tresor amagat pels nazis al fons del Sàhara. Per portar a fi aquesta operació, és ajudat per Ada, una historiadora, Momoko, una turista japonesa i Elsa, la neta de l'oficial que ha amagat aquest tresor. S'enfronten a mercenaris sense pietat que investiguen també aquest tresor.

## Repartiment
- Jackie Chan: Jackie Condor
- Carol 'Do Do' Cheng: Ada
- Eva Cobo: Elsa
- Shôko Ikeda: Momoko
- Aldo Sambrell: Adolf
- Jonathan Isgar: Tasza
- Daniel Mintz: Amon
- Bozidar Smiljanic: el baró Bannon / Duke Scapio
- Ken Goodman: guàrdia d'Adolf no 1
- Steve Tartalia: guàrdia d'Adolf no 2
- Lyn Percival: guàrdia d'Adolf no 3
- Bruce Fontaine: guàrdia d'Adolf no 4
- Wayne Archer: guàrdia d'Adolf no 5
- Brandon Charles: guàrdia d'Adolf no 6
- Ken Lo: guàrdia d'Adolf no 7
- Peter Klimenko: guàrdia d'Adolf no 8
- Christian Perrochaud: guàrdia d'Adolf no 9
- Chi-Hwa Chen: el marit de la filla del cap de la tribu Amazona (no surt als crèdits)

## Trilogia
- 1986: L'armadura de Déu (Longxiong hudi) (龍兄虎弟) de Jackie Chan i Eric Tsang
- 1991: Operació Condor (títol original: Fei ying alegre wak) de Jackie Chan
- 2012: Chinese Zodiac (Shi Er Sheng Xiao) de Jackie Chan